# 比杜茲河
比杜茲河（法語：Bidouze，法語發音：[biduz]）是法國的河流，位於該國西南部，屬於阿杜爾河的左支流，河道全長82.4公里，發源自欧叙吕克，河口處在吉什，河水來自雨水和融雪。

## 外部連結
- http://www.geoportail.fr （页面存档备份，存于）
- Sandre数据库中的比杜茲河